# Shahabad
Shahabad ist eine Stadt im indischen Bundesstaat Uttar Pradesh.
Die Stadt ist Teil des Distrikt Hardoi. Shahabad hat den Status eines Nagar Palika Parishad. Shahabad liegt ca. 145 km von Uttar Pradeshs Hauptstadt Lucknow entfernt. Die Stadt ist in 25 Wards (Wahlkreise) gegliedert.

## Demografie
Die Einwohnerzahl der Stadt liegt laut der Volkszählung von 2011 bei 80.226. Shahabad hat ein Geschlechterverhältnis von 882 Frauen pro 1000 Männer und damit einen für Indien üblichen Männerüberschuss. Die Alphabetisierungsrate lag bei 63,4 % im Jahr 2011 und damit unter dem nationalen Durchschnitt. Knapp 52 % der Bevölkerung sind Muslime, ca. 48 % sind Hindus. 13,8 % der Bevölkerung sind Kinder unter 6 Jahren.